# Svetlana Čirkova
Svetlana Michajlovna Čirkova, coniugata Lozovaja (in russo Светлана Михайловна Чиркова-Лозовая?; Tupner, 5 novembre 1945), è un'ex schermitrice sovietica, vincitrice di due medaglie d'oro nella scherma ai giochi olimpici.